# Sick Luke

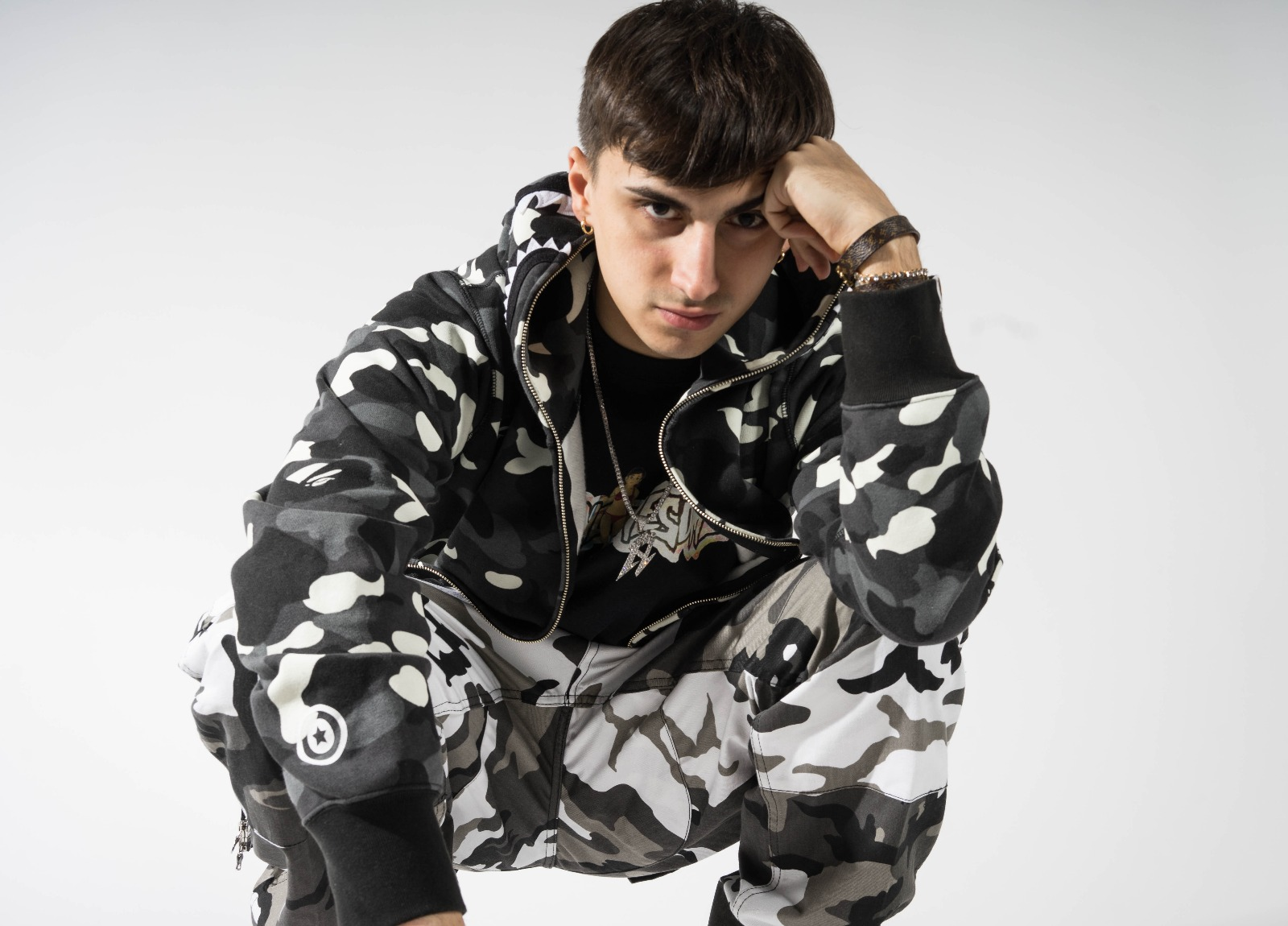
Sick Luke, 2018

Sick Luke (bürgerlich Luca Antonio Barker; * 17. August 1994 in London) ist ein italienischer Plattenproduzent und Rapper.

## Biografie
Sick Luke kam durch seinen Vater, den Rapper Duke Montana, ein ehemaliges Mitglied des TruceKlans, zur Musik und begann im Alter von dreizehn Jahren mit FL Studio Tracks zu komponieren. Seine erste offizielle Produktion ist Making Moves, auf dem Album Grindz Musik I seines Vaters. Zusammen mit seinem Vater tourte er durch Italien und eröffnete Konzerte für Gruppen vom Kaliber des Wu-Tang Clan.
Im Jahr 2013 schloss er sich dem Honiro-Label an, mit dem er sein erstes Mixtape veröffentlichte: Instrumentals, das von ihm produzierte Backing-Tracks enthielt. Im Laufe der Jahre veröffentlichte Sick Luke weitere Kapitel von Instrumentals: Instrumentals 2, Instrumentals 3 und Instrumentals 4. Gleichzeitig produzierte er Samples für Künstler wie Sfera Ebbasta, Luchè, Jamil, Machete Crew, Izi, Gué Pequeno, Emis Killa und Ghali.
2015 lernte Sick Luke das römische Kollektiv Dark Polo Gang kennen, mit dem er das Mixtape Full Metal Dark veröffentlichte. Es folgten drei einzelne, von ihm produzierte Mixtapes: Crack Musica, Succo di zenzero und The Dark Album. Zwei Jahre später erscheint Twins, das erste Studioalbum des Kollektivs, das von der FIMI mit Platin ausgezeichnet wird. Im folgenden Jahr kommt es zu einer Vereinbarung mit Universal Music, die die Veröffentlichung von zwei Studioalben zur Folge hat: Sick Side und Trap Lovers, letzteres produziert mit Michele Canova Iorfida.
Im Jahr 2019 veröffentlichte er in Zusammenarbeit mit Mecna das Album Neverland, das durch die Singles Akureyri und Pazzo di te vorweggenommen wurde. Das Album besteht aus zehn Tracks und enthält mehrere Gastbeiträge, darunter von Psychologists, CoCo, Luchè und Tedua.
Am 24. November 2021 kündigte Sick Luke via Instagram sein zweites Album X2 an, das am 7. Januar 2022 erschien.

## Diskografie

### Studioalben
| Jahr | Titel Musiklabel             | Höchstplatzierung, Gesamtwochen, AuszeichnungChartsChartplatzierungen (Jahr, Titel, Musiklabel, Platzierungen, Wochen, Auszeichnungen, Anmerkungen) | Anmerkungen                                                          |
| Jahr | Titel Musiklabel             | IT | Anmerkungen                                                          |
| ---- | ---------------------------- | --- | -------------------------------------------------------------------- |
| 2015 | Cambiatutto                  | IT42 (1 Wo.)IT | Erstveröffentlichung: 4. September 2015 mit Canesecco                |
| 2019 | Neverland Virgin Music (UMG) | IT6 Gold · (16 Wo.)IT | Erstveröffentlichung: 11. Oktober 2019 Verkäufe: + 25.000; mit Mecna |
| 2022 | X2 Carosello Records (UMG)   | IT1 ×2Doppelplatin · (77 Wo.)IT | Erstveröffentlichung: 7. Januar 2022 Verkäufe: + 100.000             |

### Mixtapes
- 2013: Instrumentals
- 2013: 808 Nostalgia
- 2014: Instrumentals 2
- 2016: Instrumentals 3
- 2019: Instrumentals 4

### Singles
| Jahr | Titel Album                         | Höchstplatzierung, Gesamtwochen, AuszeichnungChartsChartplatzierungen (Jahr, Titel, Album, Platzierungen, Wochen, Auszeichnungen, Anmerkungen) | Anmerkungen                                                                                 |
| Jahr | Titel Album                         | IT | Anmerkungen                                                                                 |
| --- | ----------------------------------- | --- | ------------------------------------------------------------------------------------------- |
| 2018 | Nel fondo del bicchiere –           | IT92 (1 Wo.)IT | Erstveröffentlichung: 2. März 2018 mit Marina                                               |
| 2018 | Napabijiri –                        | IT16 (3 Wo.)IT | Erstveröffentlichung: 23. März 2018 mit Samuel Heron                                        |
| 2019 | Pazzo di te –                       | IT95 (1 Wo.)IT | Erstveröffentlichung: 8. Januar 2019 mit Zoda                                               |
| 2019 | Comete –                            | IT88 (1 Wo.)IT | Erstveröffentlichung: 1. März 2019 mit Zoda                                                 |
| 2019 | Pazzo di te Neverland               | IT77 Gold · (1 Wo.)IT | Erstveröffentlichung: 29. Mai 2019 Verkäufe: + 35.000; mit Mecna                            |
| 2020 | La strada è nostra Nati diversi     | IT29 (1 Wo.)IT | Erstveröffentlichung: 27. März 2020 Gianni Bismark & Sick Luke feat. Geolier                |
| 2021 | La strega del frutteto X2           | IT18 Gold · (5 Wo.)IT | Erstveröffentlichung: 5. November 2021 Verkäufe: + 50.000; feat. Chiello & Madame           |
| 2022 | Solite pare X2                      | IT1 ×2Doppelplatin · (24 Wo.)IT | Erstveröffentlichung: 7. Januar 2022 Verkäufe: + 200.000; feat. Tha Supreme & Sfera Ebbasta |
| 2022 | Vuoto dentro X2 Deluxe              | IT42 Gold · (2 Wo.)IT | Erstveröffentlichung: 20. Oktober 2022 Verkäufe: + 50.000; feat. Mara Sattei & Bresh        |
| 2024 | Exit –                              | IT43 (2 Wo.)IT | Erstveröffentlichung: 12. Juli 2024 feat. Lazza & Duki                                      |
| 2025 | Senza tempo –                       | IT60 (… Wo.)IT | Erstveröffentlichung: 3. Januar 2025 feat. Izi                                              |
| Folgende Lieder erschienen nicht als Single, wurden aber durch das Album zum Download und Streaming bereitgestellt und konnten somit eine Platzierung erlangen: |                                     | |                                                                                             |
| |                                     | |                                                                                             |
| 2019 | Goku Machete Mixtape 4              | IT30 (2 Wo.)IT | mit Machete & Ghali                                                                         |
| 2019 | Non dormo mai Neverland             | IT40 Gold · (2 Wo.)IT | Verkäufe: + 50.000; mit Mecna feat. Luchè, Tedua & Generic Animal                           |
| 2019 | Neverland                           | IT44 Gold · (1 Wo.)IT | Verkäufe: + 35.000; mit Mecna feat. Marina, Psocologi, Voodoo Kid & Aine                    |
| 2019 | Fuori dalla citta Neverland         | IT61 (1 Wo.)IT | mit Mecna                                                                                   |
| 2019 | Si baciano tutti Neverland          | IT62 Gold · (1 Wo.)IT | Verkäufe: + 50.000; mit Mecna feat. Coco                                                    |
| 2019 | Se apro gli occhi Neverland         | IT97 (1 Wo.)IT | mit Mecna                                                                                   |
| 2020 | Lo sai Vita Vera Mixtape            | IT3 Platin · (7 Wo.)IT | Verkäufe: + 70.000; Tedua                                                                   |
| 2020 | La story infinita Vita Vera Mixtape | IT16 (2 Wo.)IT | mit Tedua, Massimo Pericolo & Chris Nolan                                                   |
| 2021 | Inferno Don’t Panic                 | IT64 (2 Wo.)IT | mit Tedua & Chris Nolan                                                                     |
| 2022 | Dream team X2                       | IT2 Gold · (7 Wo.)IT | Verkäufe: + 50.000; feat. Shiva, Capo Plaza, Tedua & Pyrex                                  |
| 2022 | Falena X2                           | IT3 Platin · (5 Wo.)IT | Verkäufe: + 100.000; feat. Franco126, Coez & Ketama126                                      |
| 2022 | Il giorno più triste del mondo X2   | IT5 Gold · (3 Wo.)IT | Verkäufe: + 50.000; feat. Ariete & Mecna                                                    |
| 2022 | Notte scura X2                      | IT9 Gold · (3 Wo.)IT | Verkäufe: + 50.000; feat. Gazzelle & Tedua                                                  |
| 2022 | Creatur X2                          | IT10 (3 Wo.)IT | feat. Ernia & Geolier                                                                       |
| 2022 | Sogni matti X2                      | IT12 Gold · (4 Wo.)IT | Verkäufe: + 50.000; mit Drast feat. Leon Faun                                               |
| 2022 | Hentai X2                           | IT14 (2 Wo.)IT | feat. Ghali & Tony Effe                                                                     |
| 2022 | Temporale X2                        | IT16 (3 Wo.)IT | feat. Izi, Ketama126 & Luchè                                                                |
| 2022 | Pezzi da 20 X2                      | IT23 (2 Wo.)IT | feat. Emis Killa & Side Baby                                                                |
| 2022 | Mosaici X2                          | IT24 (2 Wo.)IT | feat. Gaia & Carl Brave                                                                     |
| 2022 | Faccio cose X2                      | IT25 (1 Wo.)IT | feat. Jake La Furia, Fabri Fibra & Izi                                                      |
| 2022 | Clochard X2                         | IT30 (1 Wo.)IT | feat. Taxi B & Pyrex                                                                        |
| 2022 | Camel e malinconia X2               | IT32 (1 Wo.)IT | mit Psicologi feat. Coco                                                                    |
| 2022 | Funeral Party X2                    | IT45 (1 Wo.)IT | mit Cosmo & Pop X                                                                           |
| 2022 | Liberta X2                          | IT55 (1 Wo.)IT | mit Duke Montana                                                                            |
| 2022 | Audi X2 Deluxe                      | IT41 (1 Wo.)IT | feat. Rhove & Capo Plaza                                                                    |
| 2022 | Nella casa di dio X2 Deluxe         | IT97 (1 Wo.)IT | feat. Tony Effe, Paky & J Lord                                                              |

Weitere Singles
- 2018: Akureyri (mit Mecna)
- 2019: Stanotte (mit Psicologi, IT: Gold)

### Gastbeiträge
| Jahr | Titel Album   | Höchstplatzierung, Gesamtwochen, AuszeichnungChartsChartplatzierungen (Jahr, Titel, Album, Platzierungen, Wochen, Auszeichnungen, Anmerkungen) | Anmerkungen                                                                                               |
| Jahr | Titel Album   | IT | Anmerkungen                                                                                               |
| --- | ------------- | --- | --- |
| 2018 | Zingarello –  | IT4 Gold · (9 Wo.)IT | Erstveröffentlichung: 25. Mai 2018 Verkäufe: + 25.000; Ghali feat. Sick Luke                              |
| Folgende Lieder erschienen nicht als Single, wurden aber durch das Album zum Download und Streaming bereitgestellt und konnten somit eine Platzierung erlangen: |               | | |
| |               | | |
| 2020 | Telephone BV3 | IT8 Gold · (7 Wo.)IT | Verkäufe: + 35.000; Bloody Vinyl, Slait, Low Kidd, Young Miles & Tha Supreme feat. Capo Plaza & Sick Luke |